# Nowe Smolno
Nowe Smolno – wieś w Polsce położona w województwie kujawsko-pomorskim, w powiecie bydgoskim, w gminie Nowa Wieś Wielka.
W latach 1975–1998 miejscowość administracyjnie należała do województwa bydgoskiego.

## Położenie
Miejscowość Nowe Smolno położone jest we wnętrzu wielkiego zakola Noteci, na południowy zachód od Brzozy. Na wschodzie miejscowości z północy na południe przebiega droga wojewódzka nr 256 Brzoza – Mogilno. Od północy miejscowość graniczy z Kobylarnią.
Pod względem fizyczno-geograficznym leży w obrębie Pradoliny Toruńsko-Eberswaldzkiej w mezoregionie Kotlina Toruńska.

## Charakterystyka
Nowe Smolno to wieś sołecka położona na pograniczu rozległych łąk nadnoteckich na zachodzie i kompleksów leśnych na wschodzie porastających wzniesienia wydmowe. Zabudowa koncentruje się po zachodniej stronie drogi wojewódzkiej nr 256. Na zachód od wsi znajduje się żeglowny Kanał Górnonotecki, a na wschodzie za kompleksem leśnym Nowy Kanał Notecki oraz Stara Noteć z odciętymi zakolami. Łąki nad starą Notecią chronione są w Obszarze Chronionego Krajobrazu „Łąki Nadnoteckie”. W lesie położonym na wschód od wsi znajduje się miejsce przecięcia 18. południka i 53. równoleżnika, co w 2012 roku oznaczono w terenie przez stosowny obelisk. Tereny leśne w okolicy wsi uległy powiększeniu po II wojnie światowej wskutek zalesiania terenów porolnych i nieużytków.
Łącznie w sołectwie Nowe Smolno jest 62 ha gruntów ornych (w tym tylko 1 ha IV klasy bonitacyjnej, pozostałe to V i VI klasa), 184 ha łąk, 9 ha pastwisk oraz 491 ha lasów.
Budynek byłej szkoły w Nowym Smolnie jest ujęty w gminnej ewidencji zabytków. Na terenie wsi zlokalizowane są dwa nieczynne cmentarze ewangelickie.
Nazwą Smolno określa się również leśnictwo, które wchodzi w skład Nadleśnictwa Bydgoszcz. Jego powierzchnia wynosi 843 ha, z czego 763 ha to powierzchnia leśna, a 80 ha stanowi powierzchnię nieleśną. Około 7 ha stanowią lasy prywatne.

## Historia
Smolno w okresie staropolskim należało do jednostek administracyjnych i kościelnych związanych z Łabiszynem i Szubinem. Miejscowość należała do klucza łabiszyńskiego, w XVIII i XIX wieku zarządzanego przez ród Skórzewskich.
Miejscowość w 1772 roku w ramach I rozbioru Polski została włączona do Królestwa Prus i znalazła się w Obwodzie Nadnoteckim ze stolicą w Bydgoszczy. Stare Smolno odnotowano na mapie topograficznej Friedricha von Schröttera (1798–1802). Spis miejscowości rejencji bydgoskiej z 1860 r. podaje, że we wsi Nowe Smolno (powiat szubiński) mieszkało 109 osób (101 ewangelików, 8 katolików) w 18 domach. Na miejscu znajdowała się szkoła elementarna. Miejscowość należała do parafii katolickiej i ewangelickiej w Łabiszynie. Jednocześnie we wsi Stare Smolno mieszkało 69 osób (66 ewangelików, 3 katolików) w 9 domach.
Z kolei Słownik geograficzny Królestwa Polskiego dla roku 1884 podaje, że w Nowe Smolno było gminą wiejską o powierzchni 78 ha (w tym 51 ha ziemi uprawnej i 11 ha łąk). Zaludnienie wynosiło 128 osób (112 ewangelików, 16 katolików) w 21 domach. Najbliższa stacja kolejowa znajdowała się w Chmielnikach, natomiast poczta i parafia w Łabiszynie. Położone na północ Stare Smolno wchodziło w skład okręgu wiejskiego Kobylarnia. Mieszkało w nim 74 osoby w 9 domach.
W okresie międzywojennym wieś znajdowała się w obrębie powiatu szubińskiego.
10 kwietnia 1924 r. kard. Edmund Dalbor z fragmentów dotychczasowej parafii farnej w Bydgoszczy oraz parafii w Łabiszynie erygował parafię Wniebowzięcia Najświętszej Marii Panny w Brzozie-Przyłękach. W skład tej parafii weszła również wieś Nowe Smolno. Na potrzeby parafii w latach 1934–1937 wybudowano w Brzozie nową świątynię według projektu Stefana Cybichowskiego.
Tuż przed II wojną światową na linii Nowe Smolno – Kobylarnia – Olimpin wybudowano okopy zaliczane do polskich pozycji obronnych z 1939 roku. Są one zlokalizowane od Łabiszyna, poprzez pałacyk w Brzozie-Mochyłkach, Jezioro Jezuickie, Piecki, Żółwin aż do Łęgnowa pod Bydgoszczą.
Po II wojnie światowej, miejscowość początkowo wchodziła w skład gminy Łabiszyn. Reforma administracyjna z 25 września 1954 r. zlikwidowała gminy i gminne rady narodowe, powołując w ich miejsce gromady wraz z gromadzkimi radami narodowymi. Miejscowość włączono wówczas do gromady Brzoza. W 1962 r. gromadę Brzoza zniesiono i przyłączono do gromady Nowa Wieś Wielka, z wyjątkiem miejscowości Prądki i Przyłęki, które znalazły się w gromadzie Białebłota. 1 stycznia 1973 r. z gromady Nowawieś Wielka wykształciła się gmina Nowa Wieś Wielka. Smolno Nowe (z osadą Smolno) było jednym z 16 sołectw tej gminy.
W okresie powojennym, aż do lat 70. we wsi znajdowała się czteroklasowa szkoła elementarna. W 1975 r. przekształcono ją w filię szkoły zbiorczej w Brzozie. W 1979 r. szkołę zlikwidowano, a dzieci skierowano do szkoły podstawowej w Brzozie.
W latach 60. XX w. wieś została zelektryfikowana. W tym samym czasie otwarto linię autobusową Smolno Nowe – Brzoza (8 km).

## Statystyka
Poniżej podano wybrane informacje statystyczne dotyczące wsi Nowe Smolno na podstawie Banku Danych Lokalnych GUS.
Narodowy Spis Powszechny 2002 wykazał, że we wsi Nowe Smolno mieszkało 175 osób w 47 gospodarstwach domowych. Wykształcenie wyższe lub średnie posiadało 13% populacji. We wsi znajdowało się 29 budynków z 43 mieszkaniami. 40% mieszkań została wzniesiona przed 1945 rokiem, a 22% w latach 1989-2002.
Narodowy Spis Powszechny 2011 odnotował 211 mieszkańców wsi. W 2013 r. działalność gospodarczą prowadziło 18 podmiotów – wszystkie to osoby fizyczne. W latach 2008–2013 oddano do użytku 6 mieszkań, co stanowiło zaledwie 1,5% nowych mieszkań wzniesionych w tym czasie w całej gminie.